# Pieter Lyonet
Pieter Lyonet (Maastricht 1706 - Den Haag 1789) was een Nederlands cryptoloog, illustrator en zoöloog.

## Cryptoloog
Pieter Lyonet werd in 1706 geboren in Maastricht en werd aanvankelijk opgeleid als advocaat (Universiteit van Leiden, 1724-1731). Hij sprak ten minste acht talen en was als secretaris ('klerk der patenten'), vertaler en cryptoloog werkzaam voor de Staten-Generaal in Den Haag. Toen er in 1750 spanningen rezen met Pruisen, stuurden de Staten-Generaal onderschepte brieven van het Pruisische gezantschap aanvankelijk naar Londen voor ontcijfering in hun Black Chamber. Maar al spoedig richtte Lyonet een eigen Zwarte Kamer op in het Haagse postkantoor. Zijn proeve van vaardigheid als cryptoloog ('cijferklerk') was het breken van de versleuteling, na 18 maanden zwoegen, van diplomatieke post van de Pruisische afgevaardigden in Den Haag en Londen in 1752. Tijdens de Zevenjarige Oorlog brak hij ook de versleuteling van de Franse afgevaardigde in Den Haag. Hoewel er geen officiële titel voor zijn functie bestond, noemde Lyonet zich vanaf 1762 'secretaris der cijfers van de staten-generaal'.

## Illustrator
Als illustrator was Lyonet een leerling van Hendrik van Limborch, Carel de Moor en Jan Wandelaar. Aanvankelijk illustreerde hij anatomische werken van andere auteurs, zoals Insecto-Theologia, Oder: Vernunfft- und Schrifftmäßiger Versuch, Wie ein Mensch durch aufmercksame Betrachtung derer sonst wenig geachteten Insecten Zu lebendiger Erkänntniß und Bewunderung der Allmacht, Weißheit, der Güte und Gerechtigkeit des grossen Gottes gelangen könne (1742) van Friedrich Christian Lesser (1692–1754) en Mémoires pour servir à l'histoire d'un genre de polypes d'eau douce (1744) van Abraham Trembley (1710–1784). De Zwitser Trembley introduceerde Lyonet ook bij de Royal Society in Londen. Later besloot hij zelf observaties te gaan doen en daarover te publiceren. Zijn eerste eigen werk over de wilgenhoutrups verscheen in 1760 onder de titel Traité anatomique de la chenille qui ronge le bois de saule, waarin 4.041 verschillende spieren staan beschreven en waaraan 18 bladvullende platen waren toegevoegd. Zijn observaties missen de anatomische kennis van zijn voorlopers Jan Swammerdam (1637–1680) of Marcello Malpighi (1628–1694) en zijn publicatie werd met scepsis ontvangen. In 1762 verscheen een tweede editie, waarin hij, als antwoord op de kritiek, zijn methodologie uitlegde en zijn instrumenten illustreerde. Lyonnet had plannen om ook de pop en de imago van de wilgenhoutvlinder te illustreren, maar door zijn gevorderde leeftijd - met name de vermoeidheid van zijn ogen - moest hij die poging staken.
Pieter Lyonet stierf in 1789 op 82-jarige leeftijd in Den Haag. Zijn kunstcollectie werd op 11 augustus 1791 te Amsterdam geveild. Een postume uitgave met 54 platen verscheen in 1832: Recherches sur l'anatomie et les metamorphoses de différentes espéces d'insectes. Veel van zijn werk is in bezit van de Artis Bibliotheek in Amsterdam en het Rijksmuseum Boerhaave in Leiden.

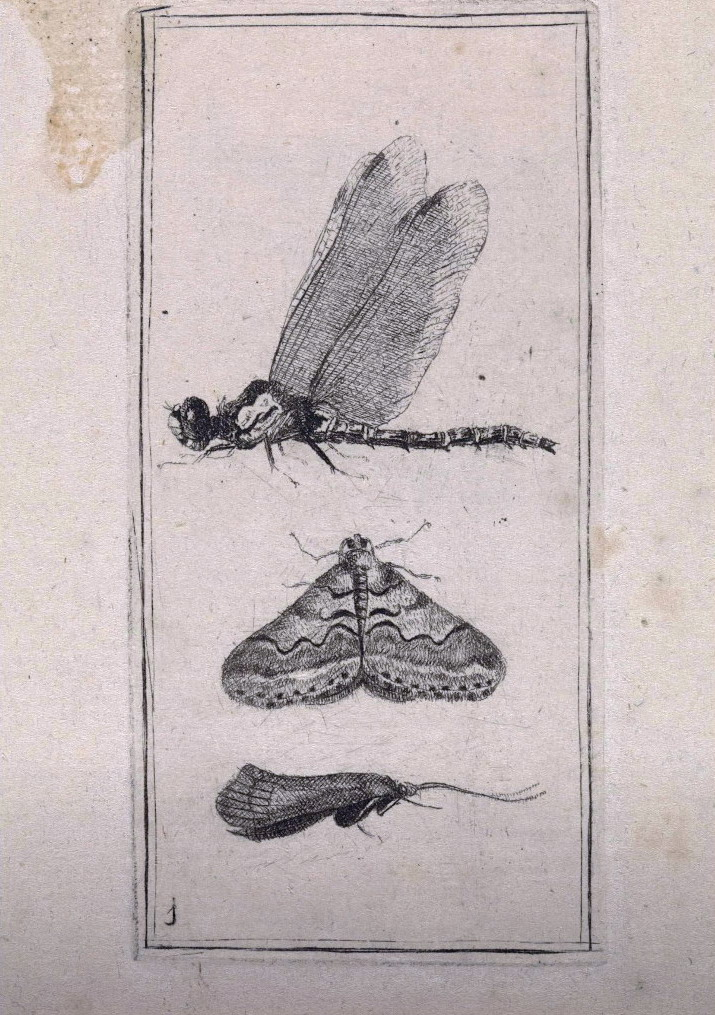
Libelle en nachtvlinders
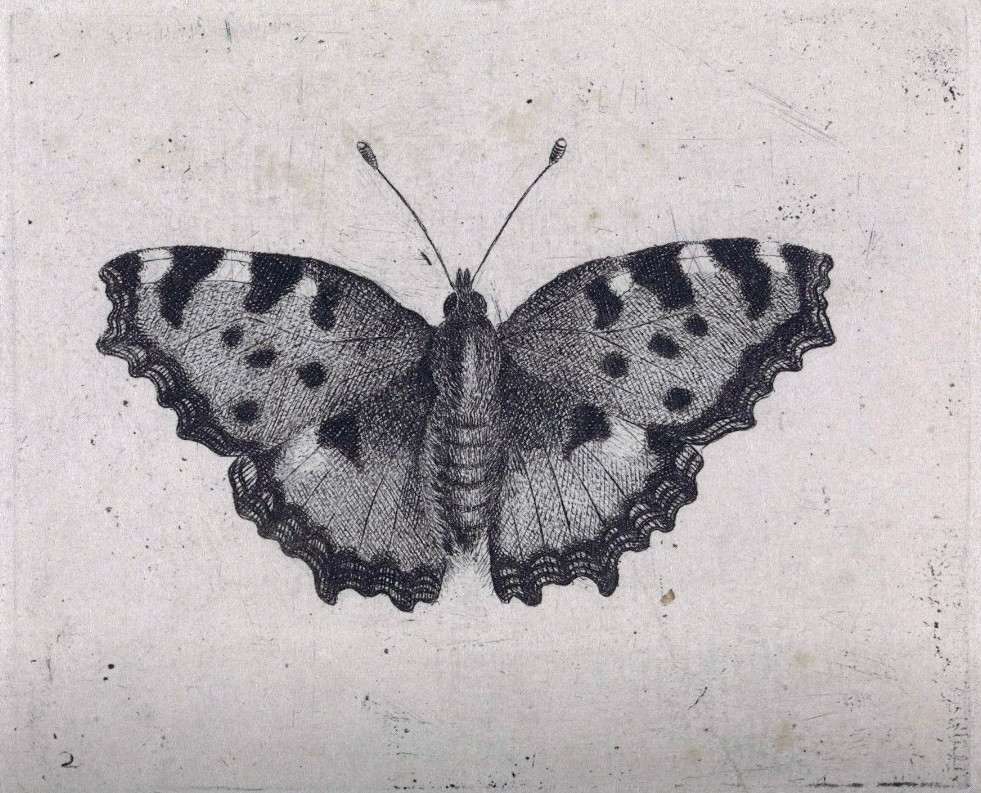
Vlinder
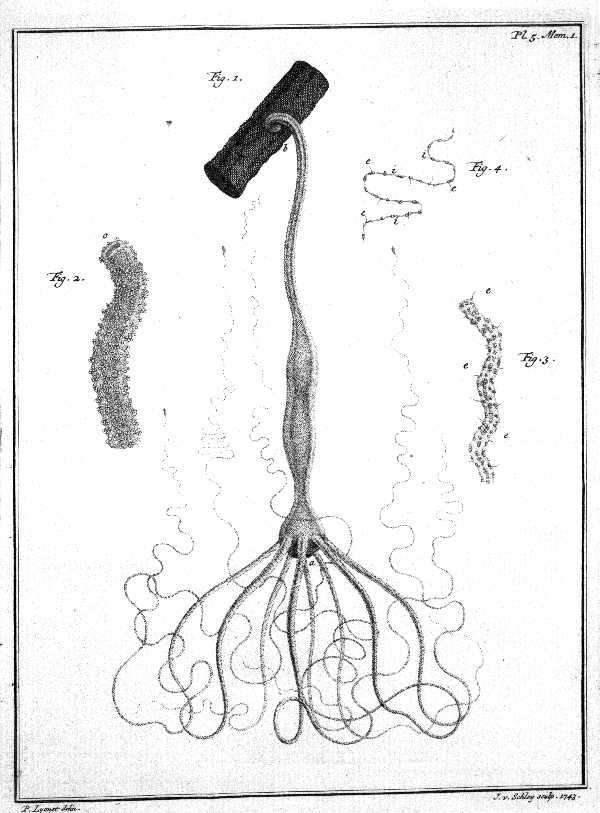
Zoetwaterpoliep
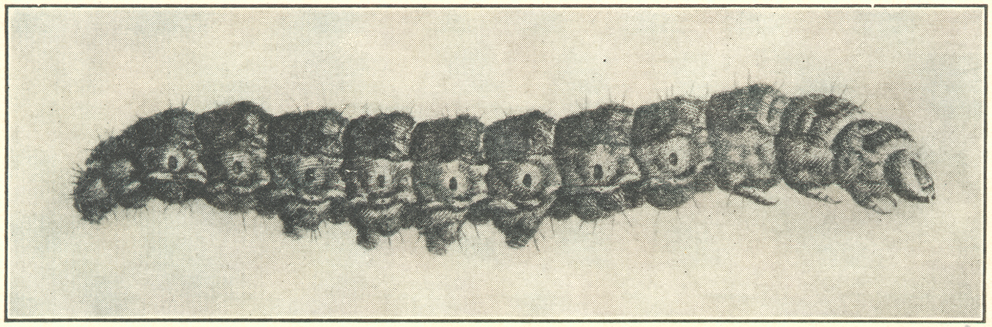
Wilgenhoutrups
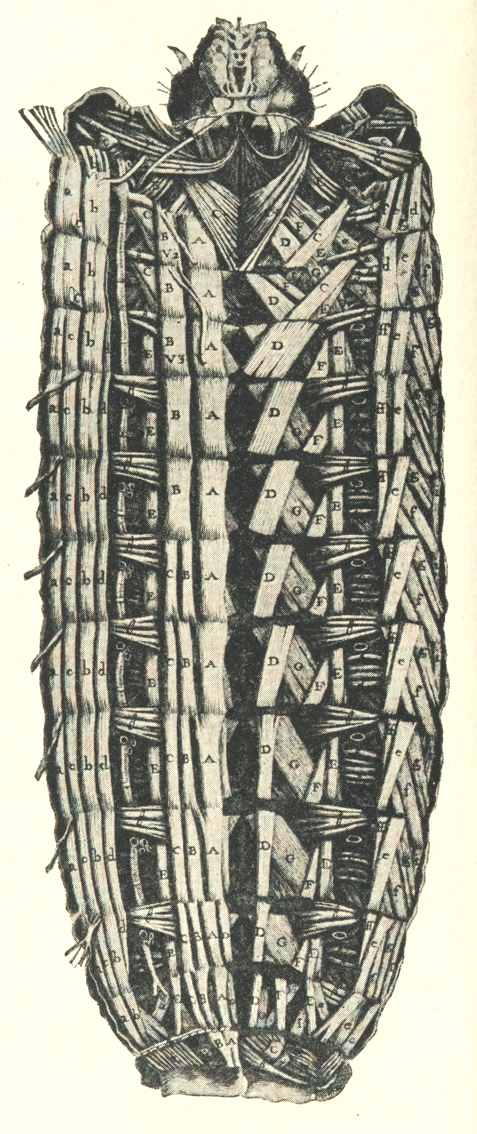
Spieren wilgenhoutrups
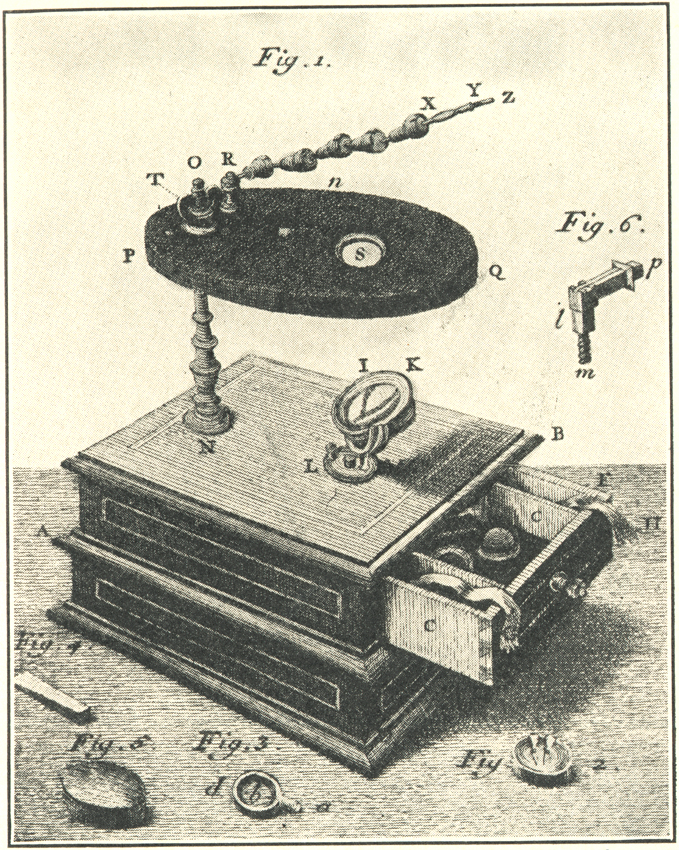
Lyonet's ontleedinstallatie